# ジオスライサー
ジオスライサー（Geoslicer）とは、地層を定方位で採取する装置および調査手法（地層抜き取り調査法）のこと。当調査法は、考案者の中田高広島大学名誉教授・（独）日本原子力研究開発機構・復建調査設計株式会社の特許（登録番号2934641）として登録されており、ジオスライサーという名称も広島大学の登録商標となっている。

## 概要
シャッタープレートと呼ばれる、蓋の役目をするパーツとサンプルトレイ（サンプルボックス）と呼ばれる地層を回収するパーツとからなる。鋼矢板の打設同様にバイブロ工法を用いて実施する大型のものや、人力で使用可能なハンディタイプ（ハンディジオスライサー）がある。
地層を幅広く、連続的に採取できる調査手法としてその用途幅は広く、条件さえ整えば、陸上のみならず、河川、湖底、海底堆積物の採取が可能であるが、打設が困難な硬い地層、礫層などにはこの手法は向かない。また、調査の実施にはクレーン等の重機を使用するため、重機搬入・重機利用が可能な場所でなければ、実施が困難である。しかし柔らかい地層であれば、ハンディタイプを用い、人力での運搬可能であるため、調査場所の制限は小さくできる。

## 利点
ジオスライサー調査の利点としては、次のような点が挙げられる。
- 定方位での地層採取が可能である。
- 連続的に地層を採取可能である（3〜5m、最大12m）
- 水位が高い場所での地層採取が可能である（トレンチ調査の代用）
- 水面下の地層調査が可能である（水深3〜7m、最大10m）
- 機材の移設・撤去が容易であり、調査時間を極めて短期間で終えることができる。
- 土地へのダメージが少ない（調査した穴はすぐに復旧可能である）
- 一度に採取できる地層試料量が多く、分析試料等の確保が容易である。
- 幅広い地層が得られるため、地層の詳細観察が可能である。
- 地層観察・分析試料のサンプリングは安全に実施できる。
- 数が多いと、ボーリング調査よりもはるかに安価である。

## 用途
ジオスライサー調査の利点としては、次のような用途が挙げられる。
活断層調査、津波堆積物調査、堆積環境調査（河川侵食・堆積、海岸侵食・堆積）、遺跡調査（遺跡成立前後の環境調査、試掘調査等）、液状化調査等、研究目的の調査、災害関連の調査、環境関連の調査